# Суточная pH-метрия
Су́точная pH-метри́я (24-х часова́я pH-метри́я) — длительная (до нескольких суток) внутрижелудочная pH-метрия в нескольких точках верхних отделов ЖКТ. Полученные при суточной pH-метрии данные обрабатываются для определения состояния внутренних органов в зависимости от режима питания, образа жизни, времени суток, приема лекарств и т. д.

## Суточная pH-метрия пищевода

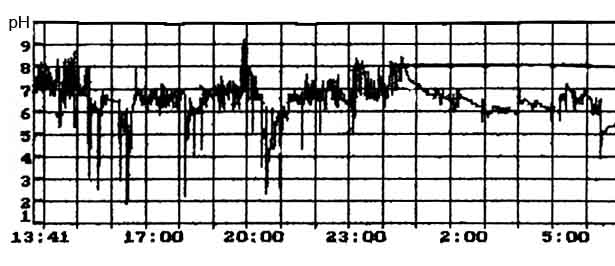
Фрагмент суточной pH-граммы в пищеводе с физиологичными гастроэзофагеальными рефлюксами

Суточная pH-метрия пищевода позволяет определить наличие или отсутствие гастроэзофагеальных рефлюксов, особенно в клинически неясных случаях.
Суточная pH-метрия пищевода необходима:
1) при отсутствии выраженных эндоскопических изменений у больных с типичными проявлениями гастроэзофагеальной рефлюксной болезни (ГЭРБ);
2) при подозрениях на экстрапищеводные проявления ГЭРБ:
- кардиальные — боль в груди, не связанная с заболеваниями сердечно-сосудистой системы. У больных с нормальными данными коронарографии в 40-50 % случаев приступы болей в груди связаны с эпизодами гастроэзофагеального рефлюкса;

- бронхолегочные — связь приступов бронхиальной астмы с эпизодами гастроэзофагеального рефлюкса выявляется в 34-89 % случаев, а у 20 % здоровых лиц в течение жизни отмечались приступы бронхоспазма, связанные с забросом кислоты в пищевод;

- лорфарингеальные — кислотный рефлюкс в 10-50 % случаев является причиной патологической охриплости голоса, хронического кашля, хронического ларингита, гранулемы голосовых связок, стеноза глотки или трахеи, а иногда даже неопластических процессов;

- стоматологические — эрозии эмали зубов, кариес, эрозии слизистой оболочки ротовой полости. У более, чем 80 % больных с гингивитами и патологией дёсен, обнаруживается ГЭРБ;

3) до и после оперативного вмешательства по поводу рефлюкс-эзофагита;
4) для оценки эффективности проводимого лечения (особенно у больных с малосимптомными проявлениями ГЭРБ).
Информация, полученная при 24-х часовой pH-метрии, позволяет точно установить, в течение какого времени слизистая оболочка пищевода подвергается воздействию соляной кислоты, и оценить эффективность пищеводного клиренса.
В нормальных условиях в нижней трети пищевода pH соответствует 6,0. При pH-метрии под гастроэзофагеальным рефлюксами принято подразумевать эпизоды, при которых pH в пищеводе опускается ниже 4. Уровень pH = 4 был установлен в качестве порогового, поскольку именно такой уровень позволяет наиболее надежно статистически разделить больных ГЭРБ и здоровых.
При анализе pH-грамм в пищеводе принято использовать следующие показатели:
1. Процент времени, в течение которого pH < 4. Это наиболее значимое отличие между патологическим и физиологическим рефлюксом. Этот показатель не зависит от того, были ли эпизоды редкими, но продолжительными или, наоборот, короткими, но частыми.
2. Процент времени, в течение которого pH < 4 при вертикальном положении тела пациента.
3. Процент времени, в течение которого pH < 4 при горизонтальном положении тела пациента.
4. Общее число рефлюксов с pH < 4 за сутки.
5. Число рефлюксов с pH< 4 продолжительностью более 5 минут за сутки.
6. Длительность наиболее продолжительного рефлюкса с pH < 4.
Последние два параметра характеризуют способность пищевода к самоочищению и потому могут свидетельствовать о тяжести нарушений. Увеличение числа рефлюксов продолжительностью более 5 минут и повышение длительности наиболее продолжительного рефлюкса позволяет предположить наличие гипомоторной дискинезии пищевода. Степень тяжести гастроэзофагеального рефлюкса (ГЭР) оценивают по показателям в табл. 1.
Степень тяжести рефлюкса по показателям 24 часовой pH-метрии. (Таблица 1)
| Показатель                                     | Норма | ГЭР легкого течения | ГЭР средней степени тяжести | Выраженный ГЭР |
| ---------------------------------------------- | ----- | ------------------- | --------------------------- | -------------- |
| Время с pH < 4, общее, %                       | 4,5   | От 4,5 до 6,0       | От 4,5 до 7,5               | Выше 7,5       |
| Время с pH < 4, стоя, %                        | 8,4   | От 8,4 до 9,3       | От 9,3 до 10,2              | Выше 10,2      |
| Время с pH < 4, лежа, %                        | 3,5   | От 3,5 до 4,0       | От 4,0 до 4,5               | Выше 4,5       |
| Число рефлюксов с pH < 4                       | 47    | От 47 до 56         | От 56 до 67                 | Выше 67        |
| Число рефлюксов продолжительностью более 5 мин | 3,5   | От 3,5 до 4,0       | От 4,0 до 6,5               | Выше 6,5       |
| Наиболее продолжительный рефлюкс, мин          | 20    | От 20 до 46         | От 46 до 66                 | Выше 66        |

Кроме перечисленных параметров часто используют показатель (индекс) ДеМейстера, интегрально объединяющий все эти параметры. Расчет показателя выполняется на компьютере. При величине показателя более 14,72 делается заключение о наличии ГЭРБ.

## Суточная pH-метрия желудка
Суточная pH-метрия желудка позволяет:

Суточная pH-грамма желудка. Показаны: уменьшение кислотности желудка после приёма пищи; изменение уровня pH, как реакция на приём антисекреторного препарата (с учётом латентного периода); время действия препарата; часто наблюдаемый «ночной кислотный прорыв» во время действия ингибитора протонного насоса.

1) судить о процессе кислотообразования в течение суток в естественных условиях с оценкой действия различных факторов (пищи, курения и т. д.);
2) оценить действие различных лекарственных препаратов на внутрижелудочную кислотность (блокаторов Н2-рецепторов гистамина, блокаторов Н+/К+-АТФазы, антацидов и др.);
3) выявить резистентность к приёму различных антисекреторных препаратов;
4) выявлять ночные кислотные прорывы, когда на фоне приёма ингибиторов протонного насоса происходит понижение уровня pH ниже 4 продолжительностью более часа;
5) оценить функциональное состояние желудка до и после оперативных вмешательств;
6) подобрать эффективную схему приёма антисекреторных препаратов, особенно у больных с кровоточащими язвами.
Основным показателем мониторинга pH желудка является суммарное время с pH более 3—4. Для быстрой репарации язв желудка и двенадцатиперстной кишки необходимо обеспечивать pH более 3—4 в течение 18—20 часов в сутки (правило Белла).